# Rosellinia longispora
Rosellinia longispora är en svampart som beskrevs av Rick 1932. Rosellinia longispora ingår i släktet Rosellinia och familjen kolkärnsvampar.   Inga underarter finns listade i Catalogue of Life.